# Codice prefisso
Un codice prefisso (o codice istantaneo) è un codice le cui parole non sono prefisso di nessuna altra parola del codice.
Un esempio di codici prefissi sono i codici di Huffman.